# Doumely-Bégny
Doumely-Bégny ist eine französische Gemeinde mit 78 Einwohnern (Stand: 1. Januar 2022) im Département Ardennes in der Region Grand Est (bis 2015 Champagne-Ardenne). Sie gehört zum Arrondissement Rethel, zum Kanton Signy-l’Abbaye sowie zum Gemeindeverband Crêtes Préardennaises.
Umgeben wird Doumely-Bégny von den Nachbargemeinden Givron im Norden, Draize im Nordosten, Herbigny im Süden, Chappes im Südwesten sowie Chaumont-Porcien im Westen.

## Bevölkerungsentwicklung
| Jahr                       | 1962 | 1968 | 1975 | 1982 | 1990 | 1999 | 2011 | 2019 |
| Einwohner                  | 145  | 138  | 81   | 78   | 77   | 86   | 93   | 73   |
| Quellen: Cassini und INSEE |      |      |      |      |      |      |      |      |

## Sehenswürdigkeiten

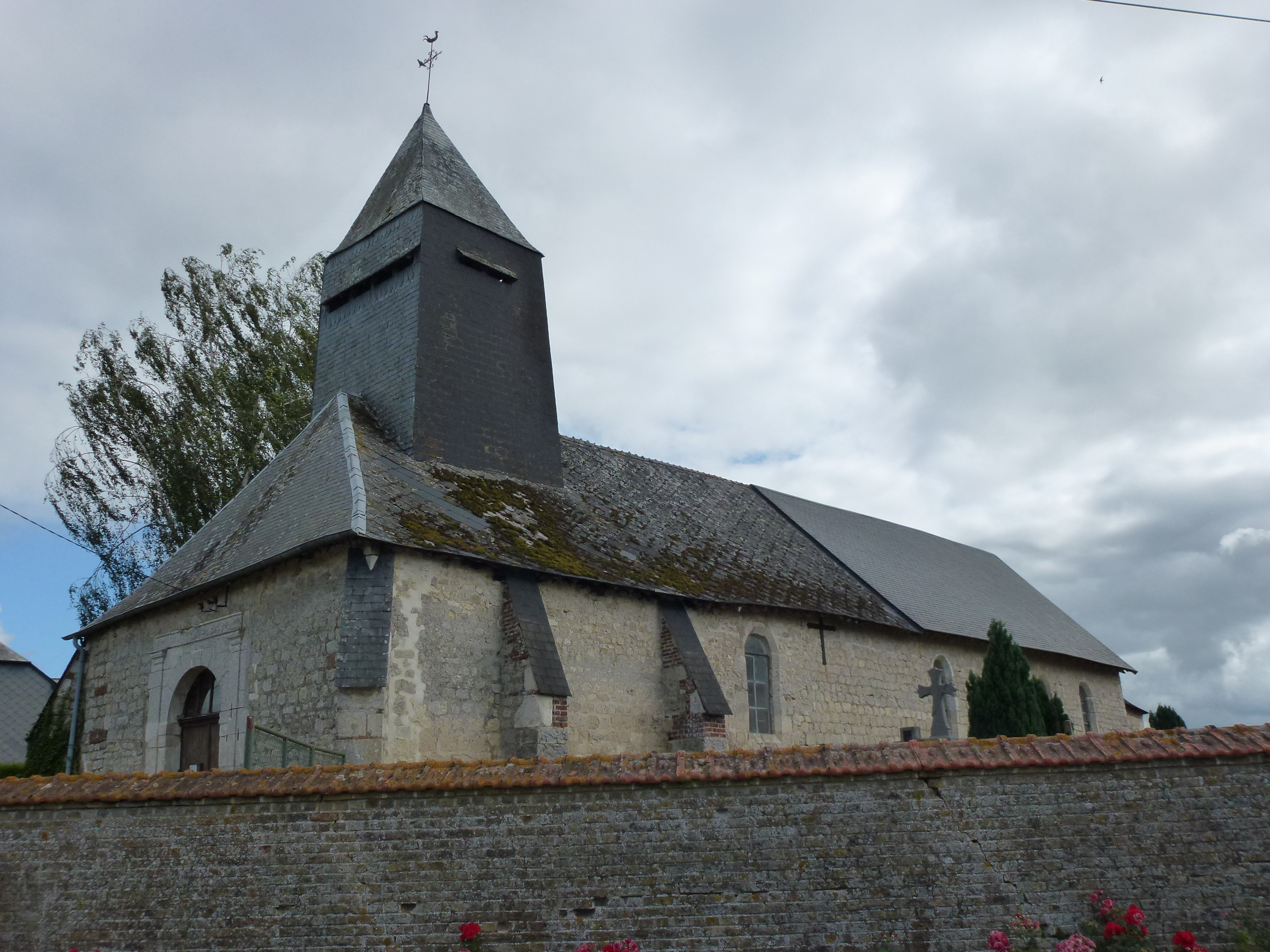
Kirche Saint-Rémi
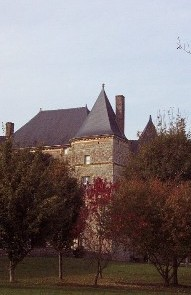
Château de Doumely, 15. Jahrhundert, MH (1984)
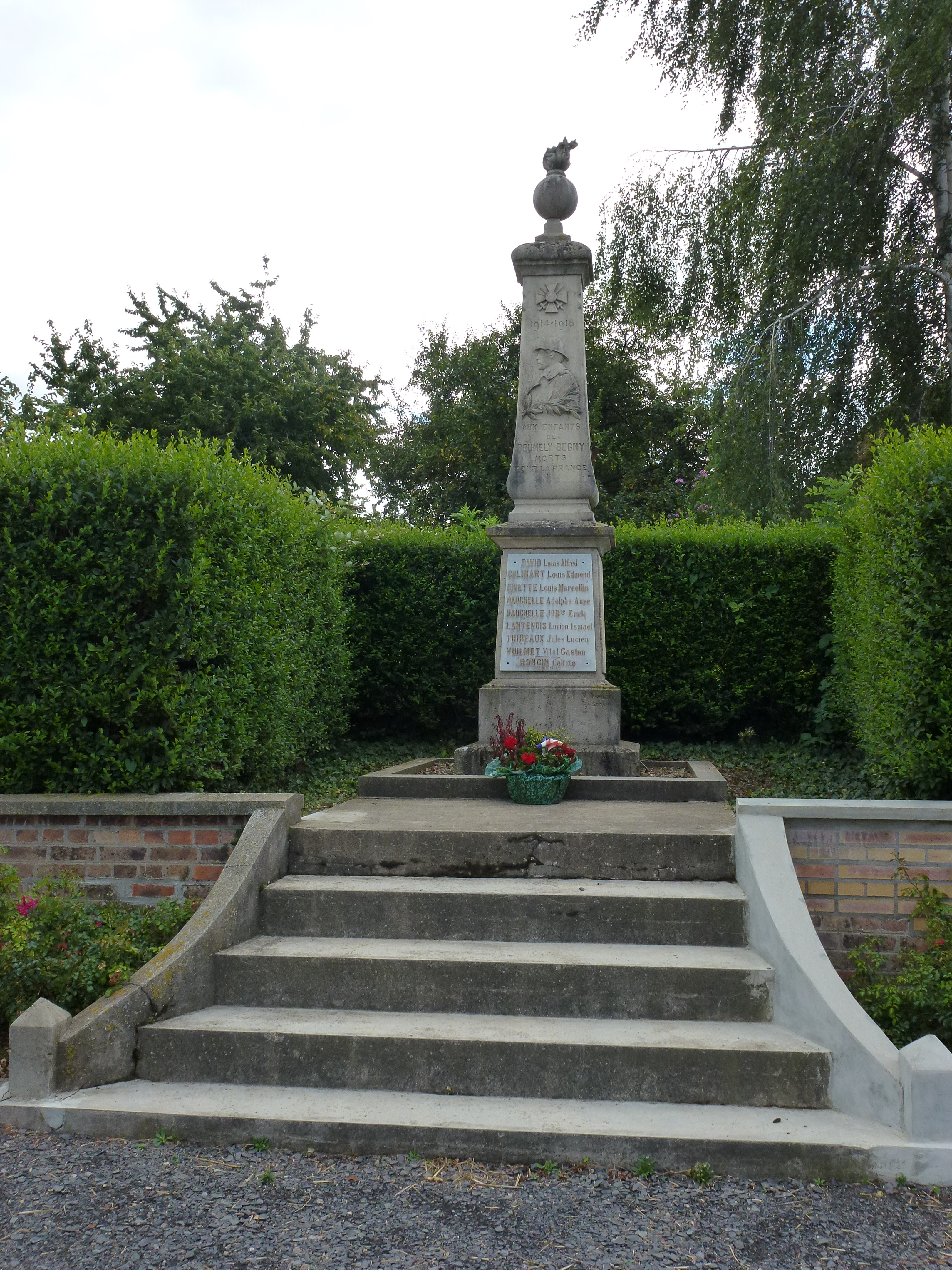
Gefallenendenkmal

- Kirche Saint-Rémi
- Château de Doumely
- Gefallenendenkmal